# Enterocita

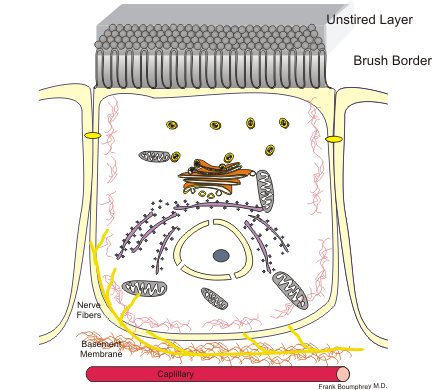
Disegno schematico di un enterocita

Un enterocita è una cellula epiteliale. Può assumere una forma cilindrica o prismatica. È presente a livello dell'epitelio dei villi intestinali, deputati all'assorbimento di sostanze nutritive.
La funzione cardine è quella di maggiorare la superficie effettiva intestinale minimizzandone lo spazio occupato, in modo da rendere possibile il maggior assorbimento di nutrienti possibile. Gli enterociti, a livello dell'orletto a spazzola, contengono l'enzima β-galattosidasi (conosciuta anche come lattasi), enzima che scinde il lattosio. La sua carenza (costituzionale, rara, o acquisita o ancora dovuta a una particolare patologia) comporta l'intolleranza al carboidrato di cui sopra.